# Jan van Oosterhout (burgemeester)
Joannes Petrus Maria (Jan) van Oosterhout (Tilburg, 24 mei 1922 – Nistelrode, 15 oktober 1989) was een Nederlands politicus van de KVP.
Hij werd begin 1961 gemeentesecretaris van Heino en in juli 1967 volgde zijn benoeming tot burgemeester van de Noord-Brabantse gemeente Nistelrode. In Heino werd hij opgevolgd door G.W. Floors, de latere burgemeester van Gramsbergen. Na een burgemeesterschap van bijna 13 jaar ging Van Oosterhout in april 1980 vervroegd met pensioen. In 1989 overleed hij op 67-jarige leeftijd.